# Lagynochthonius sinensis
Espèce
Synonymes
- Tyrannochthonius sinensis Beier, 1967

Lagynochthonius sinensis est une espèce de pseudoscorpions de la famille des Chthoniidae.

## Distribution
Cette espèce est endémique de Chine.

## Étymologie
Son nom d'espèce lui a été donné en référence au lieu de sa découverte, la Chine.

## Publication originale
- Beier, 1967 : Pseudoscorpione von Kontinentalen Sudost-Asien. Pacific Insects, vol. 9, p. 341-369.